# Epipremnum pinnatum
Epipremnum pinnatum és una espècie de planta amb flors del gènere Epipremnum i de la família de les aràcies (Araceae).

## Descripció
Epipremnum pinnatumés una planta enfiladissa, i pot arribar fins als 15 metres d'alçada. En plantes adultes, la tija pot assolir un gruix d'uns 5 cm, i els entrenusos una distància de fins a 25 cm, la part més recent d'un color verd brillant, i la més vella d'un color marró clar.
Les fulles s'ubiquen més densament a la base i més espaiades a la part superior, fan entre 19 i 60 cm de llarg, i són de color verd fosc. Tenen forma lanceolada o cuirassada amb algunes perforacions similars a les de Monstera deliciosa.
La planta forma una sola inflorescència (rarament més d'una), que creix en un brot verd clar amb un interior groguenc, verd pàl·lid o blanc de 5 a 20 cm de llarg. Les flors són bisexuals, tenen un diàmetre de 3 a 7 mm, quatre estams i un ovari de 4-12 × 2-7 mm, cilíndric, lleugerament aplanat a la base.
Produeix petites baies verdes amb llavors de color marró d'uns 4,5 × 3,5 mm.

## Distribució i hàbitat
Epipremnum pinnatum té una àmplia distribució nativa del Vell Món. L'àrea de distribució nativa s'estén des del nord d'Austràlia passant per Malàisia i Indoxina fins al sud de la Xina, Taiwan, Japó i fins a Melanèsia. L'espècie també s'ha naturalitzat a les Índies Occidentals..

## Taxonomia
Epipremnum pinnatum va ser descrita per Heinrich Gustav Adolf Engler i publicat a Das Pflanzenreich IV. 23B(Heft 37): 60, a l'any 1908. (8 de desembre de 1908).
Etimologia
Epipremnum: nom genèric de dues paraules gregues ἐπί (damunt) i πρέμνον (soca).
pinnatum: epítet llatí que vol dir "emplomat", "alat".
Sinònims
- Epipremnum angustilobum K. Krause
- Epipremnum aureum (Linden & André) G.S. Bunting
- Epipremnum crassifolium Engl.
- Epipremnum elegans Engl.
- Epipremnum elegans fo. ternatensis Alderw.
- Epipremnum formosanum Hayata
- Epipremnum merrillii Engl. & K. Krause
- Epipremnum mirabile Schott
- Epipremnum mirabile fo. multisectum Engl.
- Epipremnum pinnatum fo. multisectum (Engl.) Engl.
- Monstera caudata (Roxb.) Schott
- Monstera dilacerata (K. Koch & Sello) K. Koch
- Monstera pinnata (L.) Schott
- Monstera pinnatifida (Roxb.) Schott
- Polypodium laciniatum Burm. f.
- Pothos aureus Linden & André
- Pothos caudatus*  Roxb.
- Pothos pinnatifidus Roxb.
- Pothos pinnatus L.
- Rhaphidophora aurea (Linden & André) Birdsey
- Rhaphidophora caudata (Roxb.) Schott
- Rhaphidophora cunninghamii Schott
- Rhaphidophora dilacerata (K. Koch & Sello) K. Koch ex Regel
- Rhaphidophora laciniata (Burm. f.) Merr.
- Rhaphidophora lovellae F.M. Bailey
- Rhaphidophora merrillii Engl.
- Rhaphidophora neocaledonica Guillaumin
- Rhaphidophora pertusa var. vitiensis (Schott) Engl.
- Rhaphidophora pinnata (L.) Schott
- Rhaphidophora pinnatifida (Roxb.) Schott
- Rhaphidophora rosenburghii Furtado
- Rhaphidophora vitiensis Schott
- Rhaphidophora wallichii Schott
- Scindapsus aureus (Linden & André) Engl. & K. Krause
- Scindapsus caudatus (Roxb.) Schott & Endl.
- Scindapsus dilaceratus K. Koch & Sello
- Scindapsus forsteri Endl.
- Scindapsus pinnatifidus (Roxb.) Schott
- Scindapsus pinnatus (L.) Schott
- Tornelia dilacerata (K. Koch & Sello) Schott

## Galeria
- Il·lustració, Plantae Asiaticae Rariores, vol. 2: t. 192 (1831)
- Espàdix
- Epipremnum pinnatum salvatge a les Filipines que mostra el seu hàbitat de lianes
- Diferents formes de fulles de diferents mides
- Arrels aèries